# Vlakke plaats

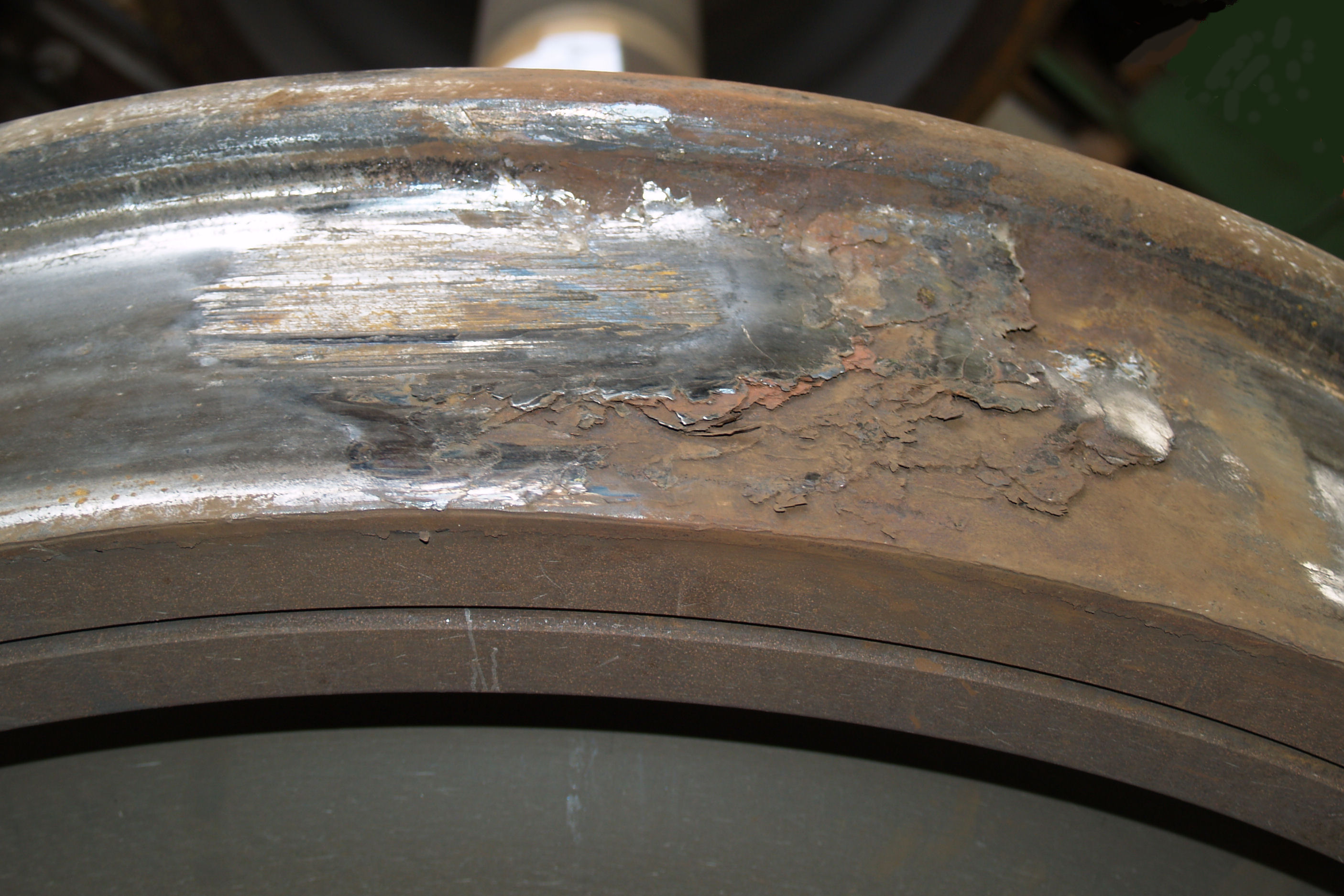
Een vlakke plaats op een wiel

Bij een vlakke plaats op een wielband van een spoorvoertuig is de afstand tot het middelpunt van het wiel plaatselijk kleiner dan de rest van het loopvlak van het wiel. Door deze vervorming is de vlakke plaats van het wiel harder dan de rest van het wiel. Een vlakke plaats komt meestal voor op de beide wielen van een wielstel. Een vlakke plaats veroorzaakt ongewenste belastingen die gepaard gaan met een kloppend geluid of zelfs een luid bonken. Een vlakke plaats wordt ook wel omschreven als vierkante wielen, een plat kantje, platvoeten of een vlakloper.

## Oorzaken

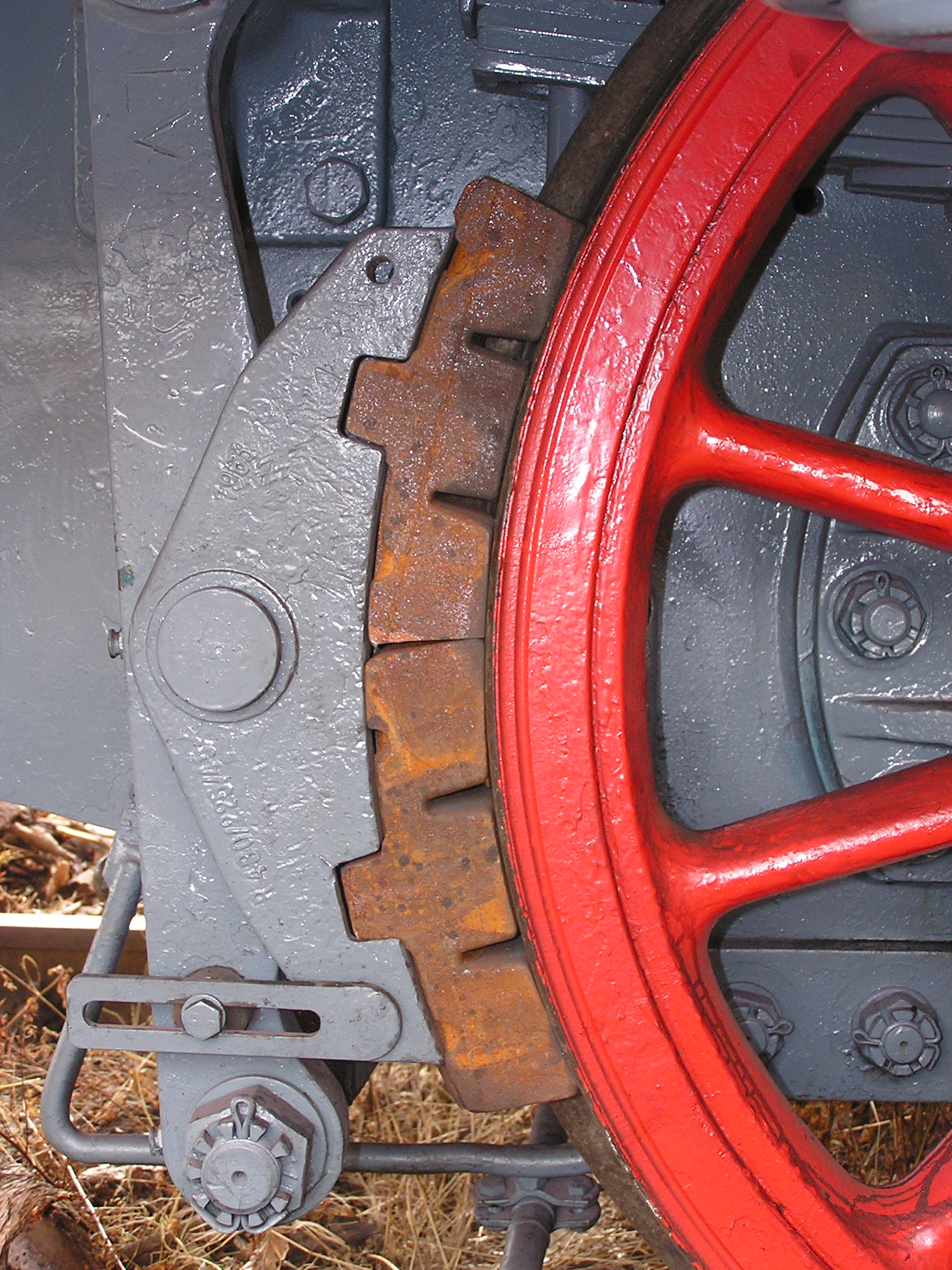
Remblokken van een MaK 450 C

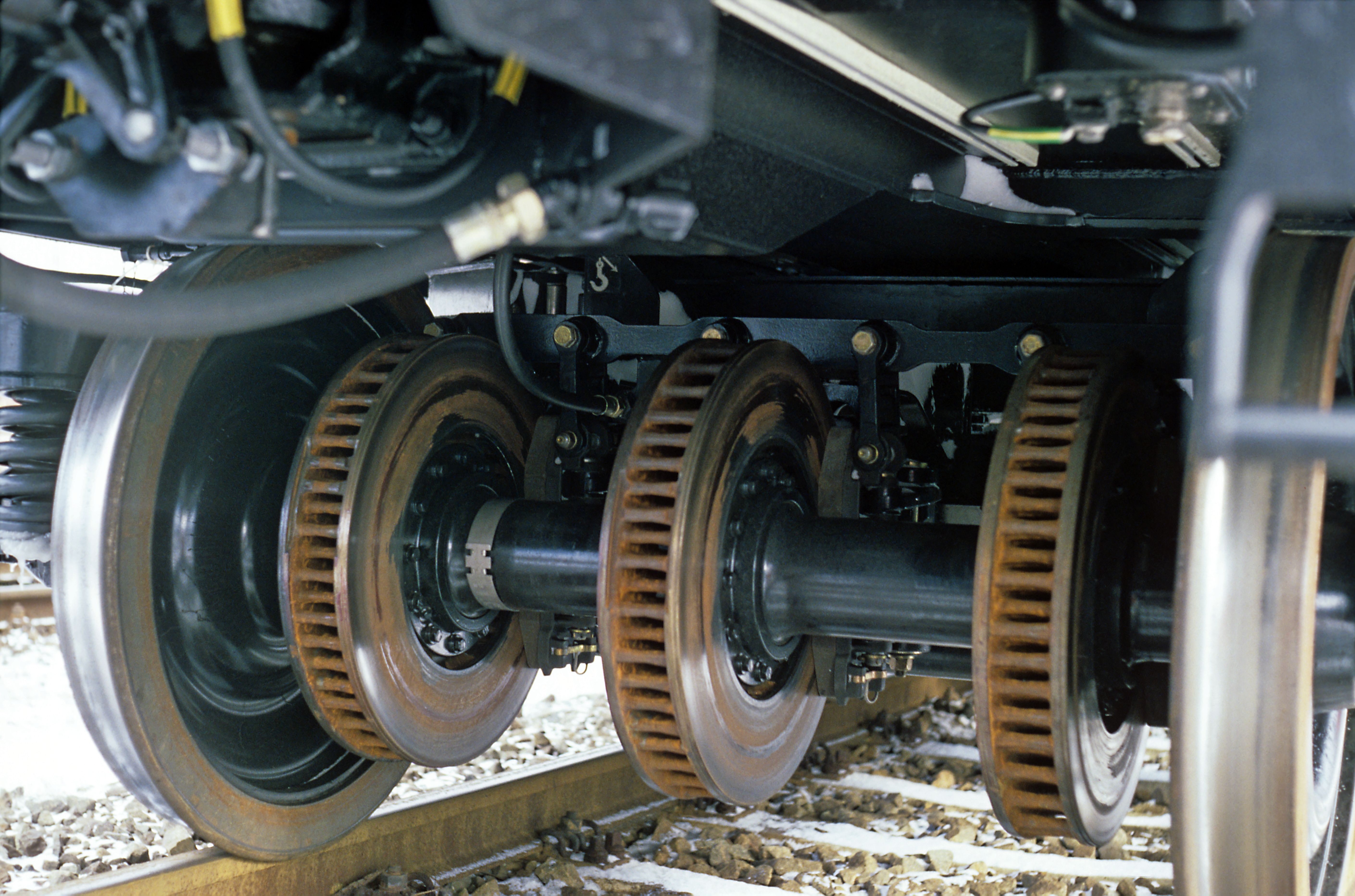
Treinas met drie remschijven

Een vlakke plaats kan ontstaan wanneer een of meer wielen van een railvoertuig blokkeren. Dat kan gebeuren door krachtig remmen zoals bij het maken van een noodstop. Soms is een wielstel van een trein geblokkeerd, waardoor de twee wielen ervan langdurig glijden.
Het blokkeren van het wiel komt vooral voor bij het remmen op gladde rails. Rails kunnen onder meer glad worden door herfstbladeren, door uitstoot uit fabrieken,
door materiaal dat vrij komt bij het oogsten van gewassen en door zoutaanslag bij de kust na storm. Ook op een overweg kunnen de rails glad zijn, als wegverkeer vervuiling aanbrengt op de bovenkant van de spoorstaaf. Regen maakt sporen ook gladder en kan bestaande gladheid verergeren. In plaats van gladde rails spreekt men ook wel van verminderde adhesie.
Wielen zijn gladder geworden door afnemende gebruik van de blokkenrem, waarvoor de schijfrem in de plaats komt. Bij een blokkenrem grijpen remblokken aan op het loopvlak van de wielen. Bij het remmen ruwen de remblokken de wielen op en schuren ze schoon. Deze voordelen verdwijnen nu. Daar staat tegenover dat een schijfrem preciezer is te bedienen, wat helpt bij het voorkomen van het blokkeren van wielstellen bij glad spoor.

## Gevolgen
Langdurig rijden met een vlakke plaats kan leiden tot vermoeiing en uitbrokkeling van het metaal op het loopvlak van het wiel en daarmee vergroting van het probleem. Het grootste risico is de zware belasting op de aspot van het wiel. Deze extra belasting kan de rollen in een rollager doen breken, wat leidt tot een ernstige temperatuurverhoging van de aspot, gesproken wordt dan van een "warme aspot". In extreme gevallen kan de aspot het wiel blokkeren of kan zelfs de wielas in de aspot breken, waardoor het spoorvoertuig ontspoort. Een treinwiel met een vlakke plaats EN een warme aspot is een direct risico. In zo'n geval moet de defecte wagen uit de trein worden gehaald of met duidelijk verminderde snelheid worden vervoerd.

## Voorkomen
Modern materieel is uitgerust met een antiblokkeersysteem (ABS). Bij materieel dat is uitgerust met een ABS is dat soms goed waar te nemen door het remgedrag en door het geluid van ontsnappende lucht bij het verminderen van de remkracht.
Een goede rembediening van de machinist kan veel vlakke plaatsen voorkomen. Remmen "met beleid" en anticiperen gaat veel problemen tegen.
Om te voorkomen dat bladeren op de rails komen, wordt geboomte langs de spoorlijn gesnoeid en worden bladvanghekken geplaatst. Ter bestrijding van de gladheid van bladeren die toch op het spoor terechtkomen, worden middelen op het spoor aangebracht die het contact tussen rail en wiel verbeteren en glijden tegengaan. Deze middelen kunnen met baanapparatuur en met treinapparatuur aangebracht worden. Een middel dat vanaf omstreeks 2008 veel wordt gebruikt is 'sandite', een gel bestaat uit zand, metaaldeeltjes en aardappelzetmeel. Het wordt de herfst met treinapparatuur aangebracht op trajecten waar het spoor dan vaak glad is.. Sandite wordt sindsdien vanuit treinen aangebracht op onder andere de trajecten Zwolle – Leeuwarden, Zwolle – Groningen, Zwolle – Utrecht, Utrecht – Rhenen, Arnhem – Ede, Amersfoort – Weesp, Zwolle – Emmen.
Locomotieven hebben veelal zandstrooiers, die bij gladde omstandigheden gebruikt kunnen worden. Er wordt dan kwartszand gebruikt. De machinist of een automaat kan de zandstrooiers aanzetten om de wrijving tussen wiel en rail te vergroten. Regionale vervoerders gebruiken ook vaak zand.

## Detecteren
In de loop van het eerste decennium van deze eeuw installeerde Prorail langs de Nederlandse netspoorlijnen verspreid over het land veertig meetinstallaties van het type Gotcha/Quo Vadis. Deze meetinstallaties signaleren nauwkeurig de belasting van de spoorstaaf. Het meetsysteem signaleert ook vlakke plaatsen in de wielen van passerende treinen. Hoe eerder een afvlakking geconstateerd wordt, hoe beter.

## Herstel
Vlakke plaatsen op de wielen worden verholpen door een nieuw profiel op het wiel af te draaien. Hierbij wordt op de kuilwielenbank een deel van de buitenste laag van het loopvlak weggesneden, waardoor de afstand van het loopvlak tot de draaias van het wiel overal weer even groot is en het wiel dus weer zuiver rond.

## Verwijzingen
1. ↑  Carlijn Kruidhof, Vijf overwegen iets langer dicht wegens glad spoor. SpoorPro (02 oktober 2018). “De spoorbeheerder rijdt ook met twaalf treinen die zijn voorzien van een installatie die gel op de rails aanbrengt. De combinatie van regen- en bladval zorgt voor gladde smurrie op het spoor, waardoor treinen geen goede grip hebben. Sandite bestaat uit zand, metaaldeeltjes en aardappelzetmeel en maakt de sporen minder glad.”
2. ↑  Herfst. Prorail. Geraadpleegd op 13 juni 2018. “In de herfst zijn de sporen vaak glad. De sporen worden glad door 'bladmoes', die ontstaat door regen en kapotgereden bladeren. (...) We gebruiken bijvoorbeeld een speciale gel die vermengd is met zand en metaaldeeltjes. Deze gel, Sandite, maakt het spoor stroever. De gel wordt vanuit acht reizigerstreinen op de rails gespoten. Vier andere treinen heeft ProRail klaarstaan op strategische locaties in het land en kunnen flexibel ingezet worden waar nodig. De treinwielen drukken de gel hard op het spoor. Hierdoor wordt de gladde laag van platgereden blaadjes kapot gemaakt. We brengen Sandite aan op rails in bosrijke gebieden op plaatsen waar treinen moeten afremmen en optrekken. Dat betekent ongeveer een kilometer vóór en ná een station.”
3. ↑  ProRail en NS nemen herfstmaatregelen. Treinennieuws (17 oktober 2008). “Sandite wordt in Nederland tijdens de herfst aangebracht op het spoor vanuit reizigerstreinen op zeven trajecten die uit ervaring voor de meeste treinhinder zorgen. De NS- treinen met een Sandite-installatie rijden op de volgende trajecten: Zwolle – Leeuwarden, Zwolle – Groningen, Zwolle – Utrecht, Utrecht – Rhenen, Arnhem – Ede, Amersfoort – Weesp, Zwolle – Emmen.”
4. ↑  Anti glijmiddel tegen doorslippen. Prorail (3 november 2017). “Regionale vervoerders gebruiken zand om de gladheid te bestrijden. Bij extreme gladheid worden de sporen ook nog geborsteld.”
5. ↑  Ontsporing goederentrein, onderzoek naar de ontsporing op 23 maart 2009 te Harmelen Aansluiting (pdf) 37. Inspectie Verkeer en Waterstaat, Rail en Wegvervoer (29 april 2010). Gearchiveerd op 18 november 2018. Geraadpleegd op 18 november 2018. “Sinds enkele jaren liggen langs de spoorlijnen verspreid over het land 40 Gotcha/Quo Vadis-meetinstallaties. (...)  NedTrain gebruikt de gegevens om loopvlakdefecten aan wielen, zoals vlakke plaatsen, te achterhalen. Door deze defecten sneller te achterhalen en te repareren worden grote onderhoudskosten aan infrastructuur en materieel voorkomen.”